# Quieto (fiume)
Il Quieto (in croato Mirna, in veneto Chedo) è un fiume dell'Istria, in Croazia. Nasce a sudest di Pinguente (Buzet) presso Colmo (Hum). È lungo 53 km.
Dopo Pinguente riceve gli affluenti Brazzana (Bračana) a destra e Bottonega (Bufoniga) a sinistra. Da Montona (Motovun) verso il mare il piano della valle è assai livellato e il fiume presenta una bassissima pendenza.
In epoca romana il tratto inferiore del corso era un canale marittimo navigabile. L'antica via Flavia, che collegava Trieste e Pola, superava il fiume Quieto con un ponte in località Ponte Porton.
Il Quieto fu il confine meridionale della "Zona B" del Territorio Libero di Trieste costituito nel 1947.